# Saint-Étienne-les-Orgues
Saint-Étienne-les-Orgues là một xã ở tỉnh Alpes-de-Haute-Provence, vùng Provence-Alpes-Côte d’Azur ở đông nam nước Pháp.